# Pablo de la Tebaida
Pablo de la Tebaida, Pablo de Tebas, Pablo el ermitaño o Pablo el egipcio (Tebaida, Antiguo Egipto, 228-ibídem, 341) fue un eremita egipcio. Es venerado en la Iglesia católica y en la Iglesia copta ortodoxa como santo y es considerado por la tradición como el primer ermitaño espiritual, contemplativo y renunciante de la vida mundana que existió desde el comienzo del cristianismo primitivo. En el rito romano de la Iglesia católica su memoria litúrgica tiene lugar cada 15 de enero.
Fue objeto de una hagiografía compuesta por san Jerónimo llamada Vita Sancti Pauli primi eremitae (cf. Migne PL 23 17-28) y escrita durante la segunda mitad del siglo IV. Según este texto Pablo provenía de una rica familia egipcia y habría recibido una excelente educación, cultivada en el estudio de la cultura egipcia y el idioma griego. Dejó todo para irse al desierto, tras ser denunciado por ser cristiano por algunos familiares que querían apoderarse de su patrimonio, durante la persecución del emperador romano Decio. De acuerdo con la narración de Jerónimo, Pablo no volvió a la ciudad y pasó el resto de su vida en el desierto y se alimentaba del pan que le traía un cuervo. Al final de su vida recibió la visita de Antonio Abad, a quien pidió ser sepultado con la túnica que este último había recibido del obispo Atanasio en una fosa excavada, siempre según los relatos de Jerónimo, por un par de leones. Es conocido como uno de los Padres del Desierto.

## Su culto y la Orden húngara en su honor
En la iconografía cristiana se le representa a menudo junto a Antonio Abad, con el cuervo, los dos leones y su túnica hecha de hojas de palmera. En este santo católico se inspira la Orden de San Pablo Primer Eremita (monjes paulinos), fundada en Hungría en el siglo XIII por el beato Eusebio de Esztergom. Posteriormente durante el reinado de Luis I de Hungría el relicario de su cuerpo fue llevado clandestinamente desde Venecia al reino magiar, donde se le rindió culto primero en la capilla real del palacio de la ciudad de Buda a partir del 4 de octubre de 1381, y posteriormente el 14 de noviembre fue llevado al monasterio de la orden Paulina de Budaszentlőric, el cual se convirtió en el centro de muchos peregrinos húngaros y extranjeros que acudían a honrar al santo (se sabe por registros posteriores que en 1426 fue en peregrinación el caballero Rinaldo degli Albizzi, y Pierre Choqué). En esta época el relicario de la cabeza de San Pablo aún se hallaba en el castillo de Karlstein en Bohemia, hasta que en 1523 los checos se la entregaron al rey Luis II de Hungría, y el 23 de mayo se unieron por vez primera después de muchos siglos los dos relicarios del cuerpo y cabeza. Luego de la invasión turca otomana de 1521 pocas reliquias de santos lograron ser salvadas y llevadas a sitios seguros. Se desconoce el paradero exacto de los restos de San Pablo y se presume que fueron destruidos.